# Orange (Texas)
Pour les articles homonymes, voir Orange.
La ville d’Orange est le siège du comté d’Orange, dans l’État du Texas, aux États-Unis. Sa population s’élevait à 18 595 habitants lors du recensement de 2010, estimée à 19 418 habitants en 2016.
Orange est située sur le fleuve Sabine, à la frontière avec la Louisiane. Elle fait partie de l'aire urbaine de Beaumont-Port Arthur.

## Source
- (en) Cet article est partiellement ou en totalité issu de l’article de Wikipédia en anglais intitulé « Pearsall, Texas » (voir la liste des auteurs).